# غرغنزولة
جبنة غُرغُنزولة أو (نقحرة: غورغونزولا) هي إحدى أقدم الأنواع الإيطالية للجبنة الزرقاء. اكتسبت اسمها من غُرغُنزولة إحدى ضواحي مدينة ميلان. تصنع جبنة غُرغُنزولة من الحليب البقري أو حليب الماعز كامل الدسم وتعمر من 3-4 أشهر لإعطائها الملمس المطلوب. تستخدم جبنة غُرغُنزولة في المطبخ الإيطالي